# بشخصه (ترانه پینک فلوید)
«بشخصه»(به انگلیسی: In the Flesh) (که ابتدا در هنگام تهیهٔ کار نامش «نمایش» بود) ترانه‌ای از گروه راک پینک‌فلوید از آلبوم دیوار است. این ترانه را راجر واترز نوشته است.

## آهنگ سازی
«بشخصه» ترانه‌ای با صدای بلند و پویا است. این ترانه به سبک آهنگ آغازین آلبوم یعنی «بشخصه؟» شروع می‌شود و در ابتدا ویژگی‌های همان ترانه را دارد. در ادامه آهنگ ملایم‌تر می‌شود و به همین سبک تا زمان آغاز خواندن راجر واترز ادامه می‌یابد. آهنگ با صدای بلند و هیجان‌انگیز به پایان می‌رسد در حالی که در لحظهٔ آخر صدای شعار «پینک! فلوید! پینک! فلوید!» شنیده می‌شود.

## موضوع
مثل همهٔ ترانه‌های آلبوم دیوار، «بشخصه» هم قسمتی از ماجرای «پینک» را بیان می‌کند. این آهنگ اولین آهنگ این آلبوم است که «پینک» را در حالت توهم ناشی از مصرف مواد مخدر بیان می‌کند.

«بشخصه» پس از قطعهٔ نمایش باید ادامه یابد قرار دارد؛ قطعه‌ای که ماجرای پینک در هتل را بیان می‌کند که از او می‌خواهند به «نمایش» بیاید! در این زمان گویی فرد دیگری به جای پینک به کنسرت می‌رود. فرد دیگر تصورات پینک است در ظاهر یک دیکتاتور فاشیست که با فریاد در حال سخنرانی برای طرفداران وفادارش است. این آهنگ نشان از توهم پینک دارد که کنسرتش را مانند یک تجمع و راهپیمایی سیاسی تصور می‌کند. او وفاداری هوادارانش را آزمایش می‌کند. از آن‌ها می‌خواهد که افراد نامطلوب مانند یهودیان، همجنس‌گرایان و سیاه‌پوستان را برای مجازات «بالای دیوار» بیاورند! در آخرین مصراع ترانه هم باز تأکید می‌کند که 
اگر دست من بود، به همه‌تان شلیک می‌کردم!
در پایان هواداران تحریک شده، نام پینک را فریاد می‌زنند که همین فریادها در ابتدای ترانهٔ بعدی آلبوم یعنی «بدو بزن به چاک» شنیده می‌شود.

## نگارش فیلم
در نگارش فیلم، ترانه بلافاصله پس از «تبدیل پینک به دیکتاتور» آغاز می‌شود. نسخهٔ فیلم این ترانه به شدت نسبت به نسخهٔ اصلی عوض شده است و از ارکستر برای نواختن آهنگ استفاده کرده‌اند.
در ابتدا دیکتاتور با لباس نظامی در حالی که مورد تشویق هوادارنش است وارد سالن می‌شود و وفاداری هوادارنش را مورد سؤال قرار می‌دهد سپس دستور به دستگیری افراد نامطلوب می‌دهد. شعار هواداران در انتهای آهنگ به جای «پینک» به خاطر درون‌مایه و نمادهای به کار گرفته شده در فیلم، به «چکش (به انگلیسی: Hammer)» تغییر یافته است. در ادامه هواداران و خود پینک دستشان را به صورت ضربدری جلوی سینه‌شان می‌گیرند (مانند یک جفت چکش که به صورت ضربدری ایستاده‌اند). لوگوی «Crossed Hammer» یا همان جفت چکش ضربدری را در همه جای سالن به عنوان نماد دیکتاتوری می‌بینیم.
آهنگ بلافاصله به ترانهٔ بعدی یعنی «بدو بزن به چاک» متصل می‌شود.

## مشارکت‌کنندگان
- راجر واترز - خواننده، گیتار بیس
- دیوید گیلمور - گیتار
- نیک میسون - درام
- ریچارد رایت - سینث‌سایزر

به همراه:
- باب ازرین - پیانو
- بروس جانستون - همخوان